# 김민지 (배우)
김민지(1992년 4월 11일 ~ )는 대한민국의 배우이다. 2013년부터 2016년까지 서민지(徐珉志)라는 이름을 사용했다.

## 학력
- 일신여자중학교
- 숙명여자고등학교
- 중앙대학교

## 출연 작품

### 드라마
- 《그분이 오신다》 (MBC, 2008년) - 김민지(본인) 역
- 《꽃보다 남자》 (KBS2, 2009년) - 장유미 역
- 《미워도 다시 한 번 2009》 (KBS2, 2009년)
- 《천추태후》 (KBS2, 2009년) - 어린 김씨 역
- 《신이라 불리운 사나이》 (MBC, 2010년) - 혜정 역
- 《KBS 드라마 스페셜 - 무서운 놈과 귀신과 나》 (KBS2, 2010년) - 귀신 역
- 《골든크로스》 (KBS2, 2014년) - 강하윤 역
- 《칠전팔기 구해라》 (Mnet, 2015년) - 스칼렛 역
- 《0시의 그녀》 (MBC Every1, 2015년) - 민세라 역
- 《에이스》 (SBS, 2015년) - 박수민 역
- 《캐리어를 끄는 여자》 (MBC, 2016년) - 서지아 역
- 《맨홀 - 이상한 나라의 필》 (KBS2, 2017) - 홍정애 역
- 《리치맨》 (드라맥스, 2018년) - 김분홍 역

### 영화
- 《이파네마 소년》 (2010년) - 소녀 역
- 《김종욱 찾기》 (2010년) - 채리 역

### 방송
- 《뮤직뱅크》 (KBS2, 2010년) - MC

### 광고
- 남양유업 몸이 가벼워지는 시간 17차 (2008년)
- LG유플러스 OZ (2009년)
- 농심 수미칩 (2010년)

### 뮤직 비디오
- 에픽하이 - 1분 1초 (2008년)
- 지아 - 터질 것 같아 (2009년)
- 구구단 - 사랑일 것 같더라 (2017년)

## 수상 및 후보
| 연도 | 시상식       | 부문                    | 작품     | 결과 |
| ---- | ------------ | ----------------------- | -------- | ---- |
| 2010 | KBS 연예대상 | 쇼/오락부문 여자 신인상 | 뮤직뱅크 | 후보 |